# Campionati del mondo di atletica leggera 2022 - Salto in lungo femminile
La specialità del salto in lungo femminile dei campionati del mondo di atletica leggera 2022 si è svolta tra il 23 e il 24 luglio all'Hayward Field di Eugene, negli Stati Uniti d'America.

## Podio
| Pos.    | Atleta           | Nazionalità | Misura |
| ------- | ---------------- | ----------- | ------ |
| Oro     | Malaika Mihambo  | Germania    | 7,12 m |
| Argento | Ese Brume        | Nigeria     | 7,02 m |
| Bronzo  | Leticia Oro Melo | Brasile     | 6,89 m |

## Situazione pre-gara

### Record
Prima di questa competizione, il record del mondo (RM) e il record dei campionati (RC) erano i seguenti.
| Record                | Prestazione | Atleta                              | Data                                        | Competizione  |
| --------------------- | ----------- | ----------------------------------- | ------------------------------------------- | ------------- |
| Record mondiale       | 7,52 m      | Galina Chistyakova Unione Sovietica | 11 giugno 1988 Leningrado, Unione Sovietica |               |
| Record dei campionati | 7,36 m      | Jackie Joyner-Kersee Stati Uniti    | 4 settembre 1987 Roma, Italia               | Mondiali 1987 |

### Campioni in carica
I campioni in carica, a livello mondiale e olimpico, erano:
| Campione | Atleta                   | Prestazione | Data                          | Competizione                 |
| -------- | ------------------------ | ----------- | ----------------------------- | ---------------------------- |
| Olimpico | Malaika Mihambo Germania | 7,00 m      | 3 agosto 2021 Tokyo, Giappone | Giochi della XXXII Olimpiade |
| Mondiale | Malaika Mihambo Germania | 7,30 m      | 28 settembre 2019 Doha, Qatar | Campionati del mondo 2019    |

### La stagione
Prima di questa gara, gli atleti con le migliori tre prestazioni dell'anno erano:
| Pos. | Atleta                      | Prestazione | Data                                     |
| ---- | --------------------------- | ----------- | ---------------------------------------- |
| 1    | Brooke Buschkuehl Australia | 7,13 m      | 9 luglio 2022 Chula Vista, Stati Uniti   |
| 2    | Malaika Mihambo Germania    | 7,09 m      | 21 maggio 2022 Birmingham, Gran Bretagna |
| 3    | Tara Davis Stati Uniti      | 7,03 m      | 9 luglio 2022 Chula Vista, Stati Uniti   |

## Risultati

### Qualificazione
Le atlete che raggiungono i 6,75 m (Q) o le migliori 12 misure (q) avanzano alla finale.
| Pos | Gruppo | Atleta                | Nazionalità       | 1ª prova | 2ª prova | 3ª prova | Risultato | Note |
| --- | ------ | --------------------- | ----------------- | -------- | -------- | -------- | --------- | ---- |
| 1   | A      | Quanesha Burks        | Stati Uniti       | 6,57     | 6,66     | 6,86     | 6,86      | Q    |
| 2   | B      | Malaika Mihambo       | Germania          | 6,84     |          |          | 6,84      | Q    |
| 3   | A      | Ese Brume             | Nigeria           | 6,49     | x        | 6,82     | 6,82      | Q    |
| 4   | B      | Maryna Bekh-Romanchuk | Ucraina           | 6,81     |          |          | 6,81      | Q    |
| 5   | A      | Khaddi Sagnia         | Svezia            | 6,78     |          |          | 6,78      | Q    |
| 6   | A      | Brooke Buschkuehl     | Australia         | 6,76     |          |          | 6,76      | Q    |
| 7   | B      | Tiffany Flynn         | Stati Uniti       | 6,73     | 6,47     | x        | 6,73      | q    |
| 8   | B      | Ruth Usoro            | Nigeria           | x        | 6,25     | 6,69     | 6,69      | q    |
| 9   | B      | Jazmin Sawyers        | Gran Bretagna     | x        | 6,48     | 6,68     | 6,68      | q    |
| 10  | A      | Lorraine Ugen         | Gran Bretagna     | 6,32     | 6,68     | -        | 6,68      | q    |
| 11  | B      | Ivana Vuleta          | Serbia            | x        | x        | 6,65     | 6,65      | q    |
| 12  | B      | Leticia Oro Melo      | Brasile           | x        | x        | 6,64     | 6,64      | q    |
| 13  | A      | Jasmine Moore         | Stati Uniti       | 6,60     | 6,44     | 6,36     | 6,60      |      |
| 14  | A      | Larissa Iapichino     | Italia            | x        | x        | 6,60     | 6,60      |      |
| 15  | A      | Evelise Veiga         | Portogallo        | 6,54     | 6,41     | x        | 6,54      |      |
| 16  | A      | Fátima Diame          | Spagna            | 6,54     | x        | x        | 6,54      |      |
| 17  | B      | Christabel Nettey     | Canada            | 6,47     | 6,45     | 6,50     | 6,50      |      |
| 18  | B      | Deborah Acquah        | Ghana             | x        | x        | 6,46     | 6,46      |      |
| 19  | B      | Tyra Gittens          | Trinidad e Tobago | 6,22     | 6,44     | x        | 6,44      |      |
| 20  | B      | Sumire Hata           | Giappone          | x        | 6,39     | 6,38     | 6,39      |      |
| 21  | A      | Eliane Martins        | Brasile           | 6,06     | x        | 6,33     | 6,33      |      |
| 22  | A      | Chanice Porter        | Giamaica          | x        | 6,29     | x        | 6,29      |      |
| 23  | A      | Merle Homeier         | Germania          | 6,09     | x        | x        | 6,09      |      |
| 24  | B      | Samantha Dale         | Australia         | x        | 6,04     | x        | 6,04      |      |
| 25  | A      | Claire Azzopardi      | Malta             | 5,74     | 5,79     | 5,68     | 5,79      |      |
|     | B      | Filippa Fotopoulou    | Cipro             | x        | x        | x        | nm        |      |
|     | A      | Milica Gardašević     | Serbia            | x        | x        | x        | nm        |      |

### Finale
| Pos | Atleta                | Nazionalità   | 1ª prova | 2ª prova | 3ª prova | 4ª prova | 5ª prova | 6ª prova | Risultato | Note                                     |
| --- | --------------------- | ------------- | -------- | -------- | -------- | -------- | -------- | -------- | --------- | ---------------------------------------- |
|     | Malaika Mihambo       | Germania      | x        | x        | 6,98     | 7,09     | x        | 7,12     | 7,12      | Miglior prestazione personale stagionale |
|     | Ese Brume             | Nigeria       | 6,61     | 6,88     | 7,02     | 6,86     | x        | 6,91     | 7,02      | Miglior prestazione personale stagionale |
|     | Leticia Oro Melo      | Brasile       | 6,89     | x        | x        | x        | x        | x        | 6,89      | Miglior prestazione personale            |
| 4   | Quanesha Burks        | Stati Uniti   | 6,46     | 6,88     | 6,50     | 6,46     | 6,48     | 6,45     | 6,88      | Miglior prestazione personale stagionale |
| 5   | Brooke Buschkuehl     | Australia     | 6,57     | 6,87     | x        | x        | 6,77     | x        | 6,87      |                                          |
| 6   | Khaddi Sagnia         | Svezia        | x        | 6,69     | 4,56     | 6,66     | 6,87     | x        | 6,87      |                                          |
| 7   | Ivana Vuleta          | Serbia        | x        | 6,67     | x        | 6,84     | 6,84     | 6,75     | 6,84      |                                          |
| 8   | Maryna Bekh-Romanchuk | Ucraina       | 6,79     | x        | x        | x        | x        | 6,82     | 6,82      |                                          |
| 9   | Jazmin Sawyers        | Gran Bretagna | 6,62     | 6,50     | 6,56     |          |          |          | 6,62      |                                          |
| 10  | Lorraine Ugen         | Gran Bretagna | x        | 6,53     | x        |          |          |          | 6,53      |                                          |
| 11  | Ruth Usoro            | Nigeria       | 6,50     | 6,52     | 6,31     |          |          |          | 6,52      |                                          |
| 12  | Tiffany Flynn         | Stati Uniti   | 6,48     | x        | x        |          |          |          | 6,48      |                                          |